# Tecpán (Guatemala)
Tecpán ist eine Stadt im Departamento Chimaltenango im Hochland der Sierra Madre in Guatemala.

## Geschichte

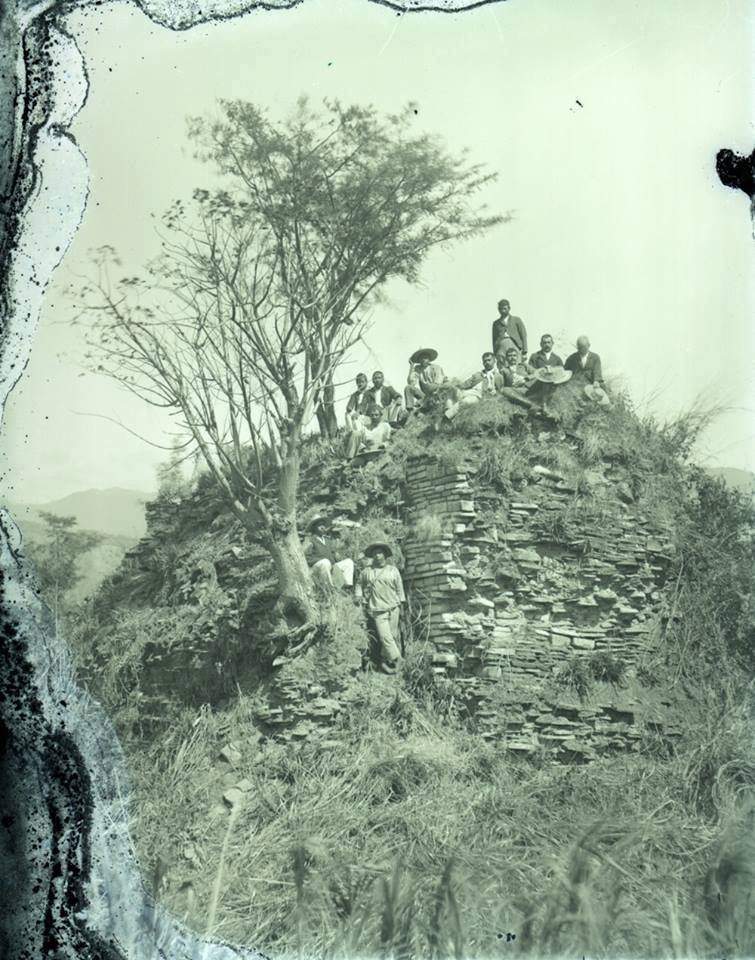
Die Ruinen von Iximché, der früheren Hauptstadt der Cakchiquel (1920er Jahre)

Tecpán wird auch die „erste Hauptstadt Guatemalas“ genannt, da hier das erste dauerhafte Lager der spanischen Kolonialtruppen stand, welches im Jahr 1525 gegründet wurde. Der erste Sitz einer Kolonialregierung in Guatemala und damit die „zweite Hauptstadt“ war Ciudad Vieja, das 1527 gegründet wurde. 
Die Militäranlagen in Tecpán wurden von den Spaniern zur Kontrolle der Cakchiquel während der Eroberung Guatemalas errichtet.
Die Ruinen der ehemaligen Cakchiquel-Hauptstadt Iximché finden sich auf einem hohen Hügel nur wenige Kilometer außerhalb der Stadt.

## Geographie, Demographie und Wirtschaft
Tecpán gehört flächenmäßig zu den größeren Gemeinden Guatemalas, da es bis in die nordöstliche Ecke des Departamento Chimaltenango reicht. Tecpán liegt verkehrsgünstig an der Panamericana CA-1.
Die Einwohnerzahl lag bei der letzten Zählung 2018 bei 34.519 Personen, die Bevölkerung ist zu über 90 % indigen, die meisten gehören zum Maya-Volk der Cakchiquel.
Tecpán ist ein touristisches Ziel wegen seiner landschaftlichen Reize, seiner artenreichen Vegetation und der Nähe zu den archäologischen Stätten von Iximché.

## Klima
In Tecpán besteht ein subtropisches Hochlandklima (Effektive Klimaklassifikation: Cwb). Die Jahres-Durchschnittstemperatur liegt bei 15 °C., die durchschnittliche Niederschlagsmenge liegt bei 1295 mm.

## Persönlichkeiten
- José Francisco Calí Tzay (* 1961), Jurist und Diplomat, seit 2020 UN-Sonderberichterstatter für die Rechte indigener Völker
- Alberto González Mindez (* 1996), Langstreckenläufer